# 8883 Miyazakihayao
8883 Miyazakihayao este un asteroid din centura principală, descoperit pe 16 ianuarie 1994, de Takao Kobayashi.